# Saint-Genix-les-Villages
Saint-Genix-les-Villages è un comune francese sorto il 1º gennaio 2019 dalla fusione dei comuni di Gresin, Saint-Genix-sur-Guiers e Saint-Maurice-de-Rotherens, sito nel dipartimento della Savoia, regione Auvergne-Rhône-Alpes,